# Richie Frahm
Richard Anthony « Richie » Frahm, né le 14 août 1977 à Battle Ground dans l'État de Washington, est un ancien joueur américain de basket-ball.